# Комаров (Словакия)
Комаров (словац. Komárov) — село и одноимённая община в округе Бардеёв Прешовского края Словакии. В письменных источниках начинает упоминаться с 1355 года.

## География
Село расположено на высоте 240 метров и занимает площадь 7,99 км².

## Население
| Год:                | 1994 | 2004    | 2014    | 2024     |
| ------------------- | ---- | ------- | ------- | -------- |
| Количество человек: | 398  | 408     | 424     | 473      |
| Разница:            |      | +2,51 % | +3,92 % | +11,55 % |

По данным последней официальной переписи 2011 года, численность населения Комарова составляла 408 человек.